# خوشنام (مجموعه تلویزیونی)
خوشنام مجموعه طنز تلویزیونی به کارگردانی علیرضا نجف‌زاده و به تهیه‌کنندگی احمد زالی و نویسندگی فهیمه سلیمانی براساس فیلمنامه‌ای به نویسندگی محسن کیایی و علی کوچکی محصول سال ۱۴۰۰-۱۴۰۱ است که هر شب در رمضان ۱۴۰۱ از شبکه یک ایران پخش می‌شد.

## خلاصه داستان
مجموعه خوشنام روایتگر قصه شخصی به نام «شهرام» است که می‌خواهد از گذشته تاریک و ویرانه‌اش بازگردد و به دنبال جبران اشتباهات گذشته خود است که کار آسانی نیست و در هر قسمت دچار ماجراهای جدیدی می‌شود.

## بازیگران
| بازیگر             | نقش             |
| ------------------ | --------------- |
| هومن حاجی عبداللهی | شهرام سیفی      |
| عباس جمشیدی فر     | فریدون          |
| حمید لولایی        | اوستا شفیع      |
| شهره لرستانی       | پری             |
| فریده سپاه‌منصور    | مهربان          |
| سحر ولدبیگی        | پروانه          |
| نیلوفر رجایی‌فر     | پونه            |
| امیر غفارمنش       | بیژن            |
| سیاوش چراغی پور    | نادر            |
| امیر کربلایی زاده  | ماشال           |
| سلمان خطی          | پدر مرجان       |
| مهری آل آقا        | مادر مرجان      |
| مهران رجبی         | صاحب باشگاه     |
| علیرضا درويش       | قربان           |
| رضا فیاضی          | پدر فریدون      |
| شیوا خنیاگر        | مادر فریدون     |
| سیدرضا حسینی       | باران           |
| پروین ملکی         | خاله بلقیس      |
| الهه جعفری         | مرجان           |
| رابعه مدنی         |                 |
| دلارام ترکی        | نرگس            |
| محمدرضا داوود نژاد | آقا ناصر        |
| خسرو احمدی         | خسرو            |
| مهرداد ضیایی       | اصلان           |
| افشین سنگ چاپ      | راننده وانت     |
| ساناز سماواتی      | آذر             |
| مریم سرمدی         | همسر نادر       |
| سیامک ادیب         | دوست شهرام      |
| فرزاد حاتمیان      | علی             |
| اکبر سنگی          | مدیر کارواش     |
| فاطمه شکری         |                 |
| کریم قربانی        |                 |
| محسن گودرزی        | احمد            |
| صبا سلیمانی        | دختر صاحب‌باشگاه |
| مجید اکبری         |                 |